# Die 2 – Gottschalk & Jauch gegen alle

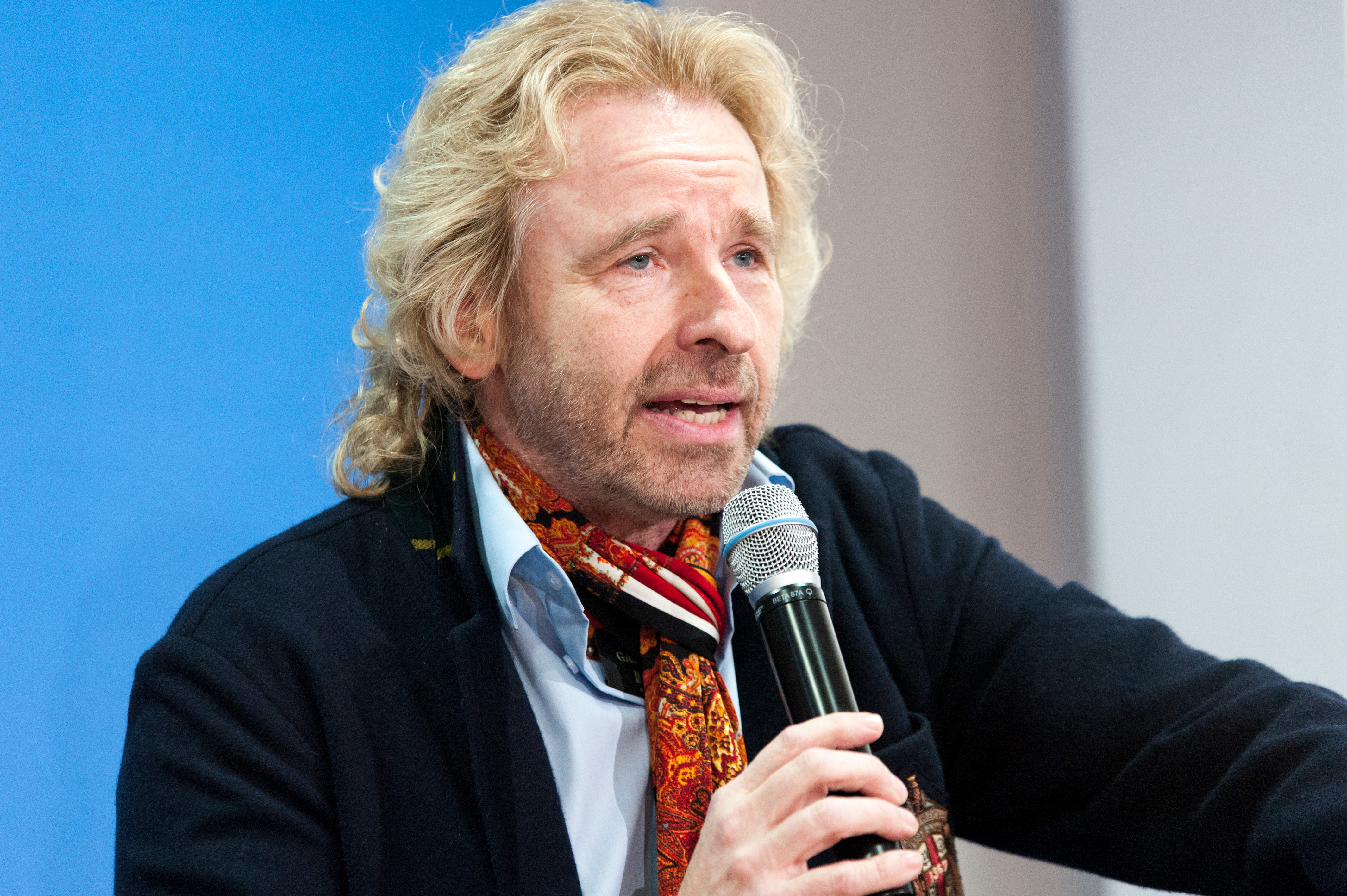
Die 2 – Thomas Gottschalk …

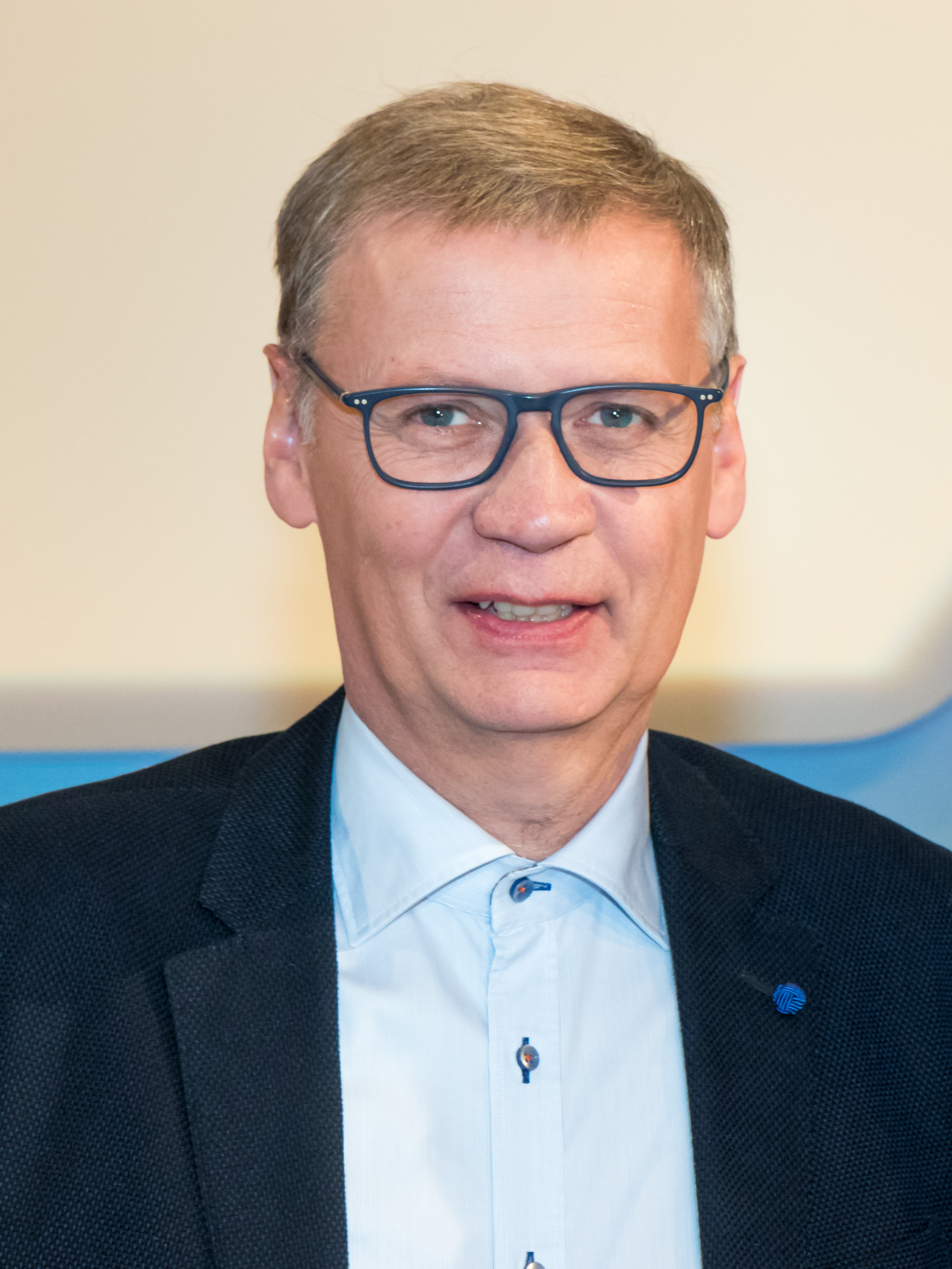
… und Günther Jauch

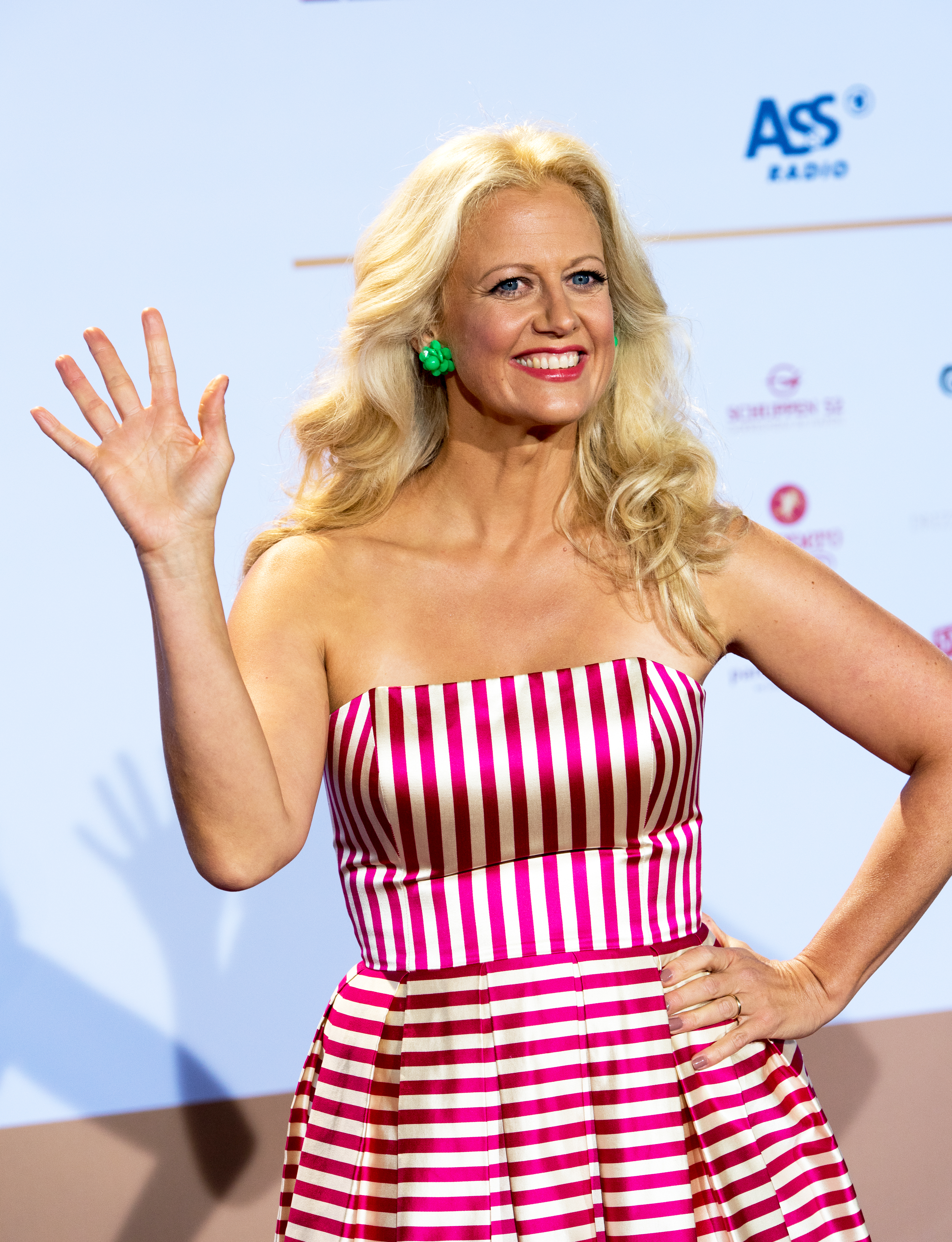
Moderatorin Barbara Schöneberger

Die 2 – Gottschalk & Jauch gegen alle (Eigenschreibweise: … gegen ALLE) war eine deutsche Spielshow des Fernsehsenders RTL, in der die Entertainer Thomas Gottschalk und Günther Jauch zunächst die gesamte Nation zu einem Wettkampf herausforderten. Moderatorin der Sendung war Barbara Schöneberger. Die Show wurde meist live ausgestrahlt. Anfangs wurden auch die Zuschauer zuhause via Telefonvoting in die Sendung eingebunden und konnten Einfluss auf das Ergebnis nehmen. Ab 2014 spielte nur noch das Publikum im Studio gegen die Herausforderer. Ab November 2016 fungierte Frank Buschmann als Kommentator. Die Sendung wurde in Hürth bei Köln produziert.
Das Format startete am 9. September 2013 und bekam von der Presse bereits kurz nach der Ankündigung große Aufmerksamkeit.
Als Nachfolger dient das Format Denn sie wissen nicht, was passiert.

## Spielprinzip
In verschiedenen Kategorien wurde das Wissen von Gottschalk und Jauch bzw. den 500 Zuschauern getestet. Dies konnte durch Spiele in Form eines Quiz oder Aktionsspiels erfolgen. In den Quizrunden gaben alle Zuschauer ihre Entscheidungen mittels Abstimmungsgeräten ab. Für die Aktionsspiele wurden anfangs Kandidaten per Zufallsgenerator ausgewählt, welche zu Beginn des Spiels 2.000 Euro erhielten. Im Finalspiel konnte entweder der Kandidat, der in der Sendung zuvor die meisten richtigen Antworten am schnellsten gegeben hat, bzw. „Die 2“ 100.000 Euro gewinnen. In letzterem Fall spendeten die beiden das Geld für einen guten Zweck.
Das Finalspiel bestand zunächst aus drei Runden. In den ersten zwei Runden wurde jeweils eine Frage gestellt. In den ersten elf Sendungen war dies eine Wissens- und eine Schätzfrage. Der Kandidat hatte dabei einmal die Möglichkeit, das Publikum zu Rate zu ziehen. Die dritte Runde wurde mit einem Ballon gespielt. Beantworteten „Die 2“ bzw. der Kandidat die Frage richtig, bekam/en der/die jeweilige/n zehn Sekunden Luft in den Ballon. War diese jedoch falsch, bekam der Gegner die Luft. Als Joker wurden die bisher erspielten Punkte benutzt. Pro erspieltem Punkt gab es eine Sekunde Luft zusätzlich. Gewinner war derjenige, bei dem der Ballon während der Zeit zerplatzte, in der die LED-Wand im Hintergrund leuchtete.
2016 wurden neue Regeln eingeführt. Die Kandidaten für die Aktionsspiele wurden nun nicht mehr nach dem Zufallsprinzip ausgewählt, sondern nach ihrem Profil passend für das jeweilige Spiel. Sie erhielten auch nur noch 2.000 Euro, wenn sie das Spiel gewannen oder es unentschieden ausging. Im Finalspiel fielen die ersten beiden Runden weg. Somit wurde nur noch „Der große Knall“ gespielt. Zu Beginn des Finalspiels musste sich der Kandidat entscheiden, ob er es gemeinsam mit dem Zweitplatzierten spielen möchte, in diesem Fall teilten sich beide den Gewinn. Wenn „Die 2“ gewannen, wanderte das Geld in einen Jackpot, wodurch sich die Gewinnsumme in der nächsten Sendung um 100.000 Euro erhöhte.

## Sendungen und Quoten
| Ausgabe           | Datum             | Sieger                        | Jackpot   | Zuschauer | Zuschauer       | Marktanteil | Marktanteil     |
| Ausgabe           | Datum             | Sieger                        | Jackpot   | Gesamt    | 14 bis 49 Jahre | Gesamt      | 14 bis 49 Jahre |
| ----------------- | ----------------- | ----------------------------- | --------- | --------- | --------------- | ----------- | --------------- |
| 01                | 9. September 2013 | „Die 2“                       | 100.000 € | 6,85 Mio. | 2,59 Mio.       | 24,6 %      | 23,9 %          |
| 02                | 7. Oktober 2013   | Kandidat Christian            | 100.000 € | 5,54 Mio. | 2,12 Mio.       | 19,4 %      | 19,2 %          |
| 03                | 3. Februar 2014   | Kandidat Thomas a             | 100.000 € | 5,31 Mio. | 2,00 Mio.       | 18,2 %      | 18,2 %          |
| 04                | 10. März 2014     | „Die 2“ b                     | 100.000 € | 4,26 Mio. | 1,50 Mio.       | 15,0 %      | 13,8 %          |
| 05                | 14. April 2014    | Kandidatin Anja               | 100.000 € | 4,57 Mio. | 1,70 Mio.       | 15,8 %      | 16,0 %          |
| 06                | 3. Oktober 2014   | „Die 2“                       | 100.000 € | 3,81 Mio. | 1,42 Mio.       | 13,9 %      | 14,1 %          |
| 07                | 28. November 2014 | „Die 2“                       | 100.000 € | 3,89 Mio. | 1,36 Mio.       | 15,1 %      | 14,7 %          |
| 08                | 9. Januar 2015    | „Die 2“ c                     | 100.000 € | 4,67 Mio. | 1,81 Mio.       | 16,7 %      | 18,2 %          |
| 09                | 6. Februar 2015   | „Die 2“                       | 100.000 € | 3,94 Mio. | 1,34 Mio.       | 14,4 %      | 14,2 %          |
| 10                | 23. Oktober 2015  | „Die 2“                       | 100.000 € | 3,13 Mio. | 1,19 Mio.       | 11,9 %      | 12,7 %          |
| 11                | 4. Dezember 2015  | „Die 2“                       | 100.000 € | 3,54 Mio. | 1,28 Mio.       | 13,7 %      | 14,4 %          |
| 12                | 19. Februar 2016  | „Die 2“                       | 100.000 € | 3,80 Mio. | 1,51 Mio.       | 14,0 %      | 15,7 %          |
| 13                | 4. März 2016      | Kandidaten Miriam und Kathrin | 200.000 € | 3,78 Mio. | 1,41 Mio.       | 14,6 %      | 15,8 %          |
| 14                | 25. November 2016 | Kandidaten Heike und Manuel   | 100.000 € | 3,52 Mio. | 1,34 Mio.       | 13,8 %      | 16,2 %          |
| 15                | 23. Dezember 2016 | Kandidat Timo                 | 100.000 € | 3,01 Mio. | 1,09 Mio.       | 10,5 %      | 10,9 %          |
| 16 80er Special   | 21. Mai 2017      | Kandidat Friedbert d          | 100.000 € | 2,43 Mio. | 0,93 Mio.       | 09,3 %      | 10,0 %          |
| 17 Sommer Special | 4. August 2017    | „Die 2“                       | 100.000 € | 2,90 Mio. | 1,12 Mio.       | 13,0 %      | 16,3 %          |
| 18                | 1. Dezember 2017  | „Die 2“                       | 200.000 € | 2,75 Mio. | 1,06 Mio.       | 11,1 %      | 13,4 %          |

## Auszeichnungen
- 2016: Deutscher Fernsehpreis für Barbara Schöneberger in der Kategorie „Beste Moderation Unterhaltung“